# Sunilduth Lyna Narayanan
Pour les articles homonymes, voir Narayanan.
Sunilduth Lyna (S. L.) Narayanan est un joueur d'échecs indien né le 10 janvier 1998. 
Au 1er juillet 2019, il est le neuvième joueur indien avec un classement Elo de 2 616 points.

## Biographie et carrière
Grand maître international depuis 2016, Sunilduth Lyna Narayanan a remporté la médaille de bronze au Championnat du monde d'échecs junior 2016. En 2017, il marqua 6 points sur 9 à l'open de l'île de Man. L'année suivante, il finit troisième de l'Open de Noël 2018.
En 2019, il termine quatrième du Championnat d'Asie d'échecs 2019, ce qui le qualifie pour la Coupe du monde d'échecs 2019. Lors de la Coupe du monde 2019, disputée à Khanty-Mansiïsk, il est battu au premier tour par Tamir Nabaty.
Lors de la Coupe du monde d'échecs 2023, il est battu au troisième tour par l'Indien Gukesh.
| Année | Lieu            | Résultat       | Ultime adversaire | Adversaires battus                     |
| ----- | --------------- | -------------- | ----------------- | -------------------------------------- |
| 2019  | Khanty-Mansiïsk | premier tour   | Tamir Nabaty      |                                        |
| 2023  | Bakou           | troisième tour | Dommaraju Gukesh  | Providence Oatlhotse, Youriï Kouzoubov |